# Surangel Whipps Jr.
Surangel S. Whipps Jr. (* 9. srpna 1968 Baltimore) je palauský podnikatel a politik, který od roku 2021 zastává funkci prezidenta Palau. V letech 2008 až 2016 působil jako senátor. Pochází z palauského státu Ngatpang. Funkce prezidenta se ujal 21. ledna 2021.

## Raný život a vzdělání
Narodil se v Baltimoru ve státě Maryland Surangelu S. Whippsovi a matce narozené v Marylandu.
Vystudoval Andrews University a Kalifornskou univerzitu v Los Angeles.
Ve všeobecných volbách v Palau v roce 2016 kandidoval proti svému švagrovi, prezidentovi Tommymu Remengesauovi, který se ucházel o znovuzvolení. Remengesau získal 5109 hlasů, zatímco Whipps 4854 hlasů.